# Buchanania
Buchanania Spreng. è un genere di piante della famiglia Anacardiaceae.

## Tassonomia
Comprende le seguenti specie:
- Buchanania amboinensis Miq.
- Buchanania arborescens (Blume) Blume
- Buchanania attenuata A.C.Sm.
- Buchanania axillaris (Desr.) Ramamoorthy
- Buchanania barberi Gamble
- Buchanania cochinchinensis (Lour.) M.R.Almeida
- Buchanania engleriana Volkens
- Buchanania evrardii Tardieu
- Buchanania ferruginea Engl.
- Buchanania glabra Wall. ex Engl.
- Buchanania insignis Blume
- Buchanania lanceolata Wight
- Buchanania lancifolia Roxb.
- Buchanania macrocarpa Lauterb.
- Buchanania mangoides F.Muell.
- Buchanania merrillii Christoph.
- Buchanania microphylla Engl.
- Buchanania nitida Engl.
- Buchanania obovata Engl.
- Buchanania palawensis Lauterb.
- Buchanania reticulata Hance
- Buchanania sessilifolia Blume
- Buchanania siamensis Miq.
- Buchanania splendens Miq.
- Buchanania vitiensis Engl.